# Edward Watkin
Sir Edward William Watkin, primer baronet, (26 de septiembre de 1819 - 13 de abril de 1901) fue un Miembro del Parlamento y empresario ferroviario británico. Promovió ambiciosos e innovadores proyectos de ingeniería ferroviaria a gran escala para impulsar sus negocios, y finalmente llegó a ser presidente de nueve compañías ferroviarias distintas.
Entre sus proyectos más notables se pueden mencionar la expansión del Ferrocarril Metropolitano, parte del actual Metro de Londres; la construcción de la Línea Principal del Gran Central, una línea ferroviaria especialmente diseñada para circular a velocidades elevadas; la creación de un jardín de recreo con una torre metálica inconclusa en Wembley; y un intento fallido de excavar un túnel por debajo del Canal de la Mancha para conectar su imperio ferroviario con la red de ferrocarriles de Francia.

## Primeros años
Watkin nació en Salford, Lancashire, y era hijo del rico comerciante de algodón Absalom Watkin. Después de recibir educación privada trabajó en el negocio de molinos de su progenitor. El padre de Watkin estuvo muy involucrado en la Liga contra la Ley del Cereal, y Edward pronto se unió a él, llegando a convertirse en un organizador clave de la Liga en Mánchester. A través de este trabajo, Watkin se ganó la amistad del líder radical Richard Cobden, con quien permaneció en contacto de por vida.
De 1839 a 1840 Watkin fue uno de los directores del Ateneo de Mánchester. En 1843 escribió un panfleto titulado "A Plea for Public Parks" (Una Súplica por los Parques Públicos) y participó en un comité que buscó con éxito la creación de parques en Mánchester y Salford. También tuvo un papel destacado en el Movimiento "Saturday Half-holiday" (Sábado Medias Vacaciones). En 1845 cofundó el  periódico Manchester Examiner, momento en el que se convirtió en socio del negocio de su padre.

## Ferrocarriles

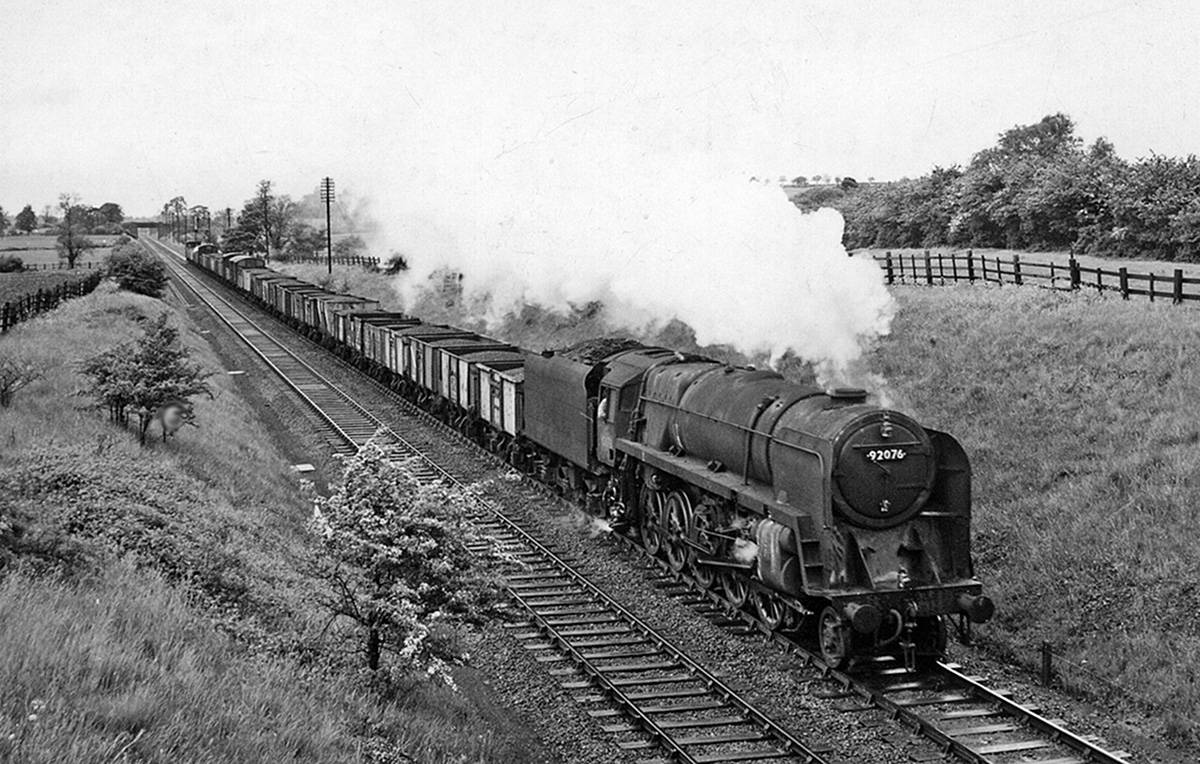
La Línea Principal del Gran Central, un trayecto que permitía velocidades elevadas

El interés de Watkin por los trenes comenzó en 1845, cuando asumió la secretaría del Ferrocarril de Trent Valley, que se vendió al año siguiente al Ferrocarril de Londres y del Noroeste (LNWR) por 438.000 libras esterlinas. Más adelante se convirtió en asistente del capitán Mark Huish, gerente general del LNWR. Visitó Estados Unidos y Canadá, y en 1852 publicó un libro sobre los ferrocarriles en estos dos países. De vuelta en Gran Bretaña fue nombrado secretario del Ferrocarril de Worcester y Hereford.
En enero de 1854 se convirtió en gerente general del Ferrocarril de Mánchester, Sheffield y Lincolnshire (MS&LR), cargo que ocupó hasta 1861. En 1863 lo persuadieron para que regresara como director de la empresa y poco después se convirtió en presidente, cargo que ocupó desde 1864 hasta 1894. Fue nombrado caballero en 1868 y baronet en 1880.
Primero gerente desde 1858, presidió entre 1862 y 1869 el Ferrocarril Grand Trunk (GTR) del este de Canadá, cargo desde el que promovió el Ferrocarril Intercolonial que finalmente conectó Halifax con el sistema del Grand Trunk en Quebec. Su gran visión era un ferrocarril transcontinental ubicado en gran parte dentro de Canadá, pero debido a la escasa población de los territorios situados al oeste del lago Superior, el proyecto no podía ser rentable sin el respaldo financiero del gobierno. La oposición a la idea dentro de la empresa llevó a la expulsión de Watkin. El GTR luego perdería varias oportunidades para construir un ferrocarril  transcontinental canadiense viable.
En el exterior, participó en la construcción de los Ferrocarriles Eléctricos de Atenas-El Pireo, asesoró a los Ferrocarriles de la India y organizó el transporte en el Congo Belga.
Watkin estuvo involucrado con otras compañías ferroviarias. En 1866 se convirtió en director del Great Western Railway (GWR) y en enero de 1868 del Great Eastern Railway (GER). De hecho, fue Watkin quien recomendó a Robert Cecil, a quien se le atribuye haber sacado al GER de su crisis financiera. Watkin renunció como director del GER en agosto de 1872.
En 1881 era director de nueve ferrocarriles y síndico de un décimo. La relación de estos ferrocarriles es la siguiente: el Comité de Líneas de Chesire, el Este de Londres, el Mánchester, Sheffield y Lincolnshire, el Mánchester, South Junction & Altrincham, el Metropolitano de Londres, el Oldham, Ashton & Guide Bridge, el Sheffield & Midland Joint, el Sureste, el Wigan Junction y el Nueva York, Lago Erie y Oeste.
Jugó un papel decisivo en la creación de la 'Extensión de Londres' del MS&LR, de Sheffield a Marylebone, la Línea Principal del Gran Central0, inaugurada en 1899.

### Túnel del canal
Para Watkin, abrir una ruta independiente hacia Londres fue crucial para la supervivencia y el desarrollo a largo plazo de MS&LR, pero también era parte de un plan más amplio: una línea de Mánchester a París. Sus presidencias del Ferrocarril del Sureste y del Ferrocarril Metropolitano, además de la del MS&LR, significaron que controlaba los ferrocarriles desde los puertos de la costa sur de Inglaterra, a través de Londres y (con la Extensión de Londres) a través de las Midlands hasta las ciudades industriales del Norte. También formó parte del directorio de la Compañía de Ferrocarriles del Norte, una empresa ferroviaria francesa con sede en Calais. El ambicioso plan de Watkin era desarrollar una ruta ferroviaria que pudiera transportar trenes de pasajeros directamente desde Liverpool y Mánchester a París, cruzando de Gran Bretaña a Francia a través de un túnel bajo el Canal de la Mancha. La línea principal del Gran Ferrocarril Central a Londres también se construyó con un gálibo de las estructuras bastante generoso, pero, contrariamente a la creencia popular, no se construyó con un ancho "continental", sobre todo porque las dimensiones para tal ancho no se fijaron hasta la Convención de Berna firmada en 1912. Healy menciona dos puentes que se construyeron con "dimensiones inusuales... para prever posibles ampliaciones en caso de que el proyecto del Túnel del Canal de la Mancha despegara alguna vez..." 
Watkin comenzó los trabajos de su túnel con el Ferrocarril del Sureste en 1880-1881. La excavación comenzó en Shakespeare Cliff, entre Folkestone y Dover y alcanzó una longitud de 2020 yardas (1847,1 m). El proyecto fue muy controvertido y creció el temor de que el túnel se utilizara como ruta para una posible invasión francesa de Gran Bretaña. Opositores notables al proyecto fueron el Comité Científico de la Oficina de Guerra, Lord Wolseley y el duque de Cambridge.
La reina Victoria consideró que el proyecto del túnel era "objetable". Watkin era experto en relaciones públicas e intentó obtener apoyo político para su proyecto, invitando a dignatarios de alto perfil como el príncipe y la princesa de Gales, el líder del Partido Liberal William Gladstone y al arzobispo de Canterbury a recepciones con champán en el tramo del túnel excavado bajo el mar. A pesar de sus intentos de obtener apoyo, el parlamento primero bloqueó su proyecto del túnel y después lo canceló en aras de la seguridad nacional. La entrada original a las obras del túnel de Watkin permanece en la cara del acantilado, pero ahora está cerrada por razones de seguridad.

## Wembley Park y la Torre de Watkin

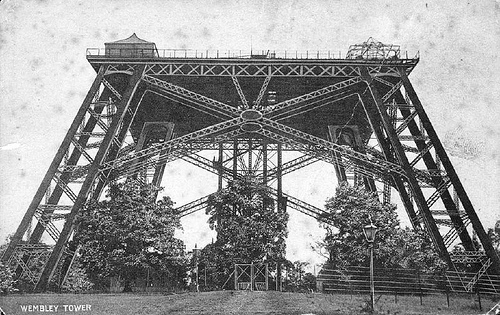
La primera y única plataforma completada de la Torre de Watkin en Wembley (c.1900)

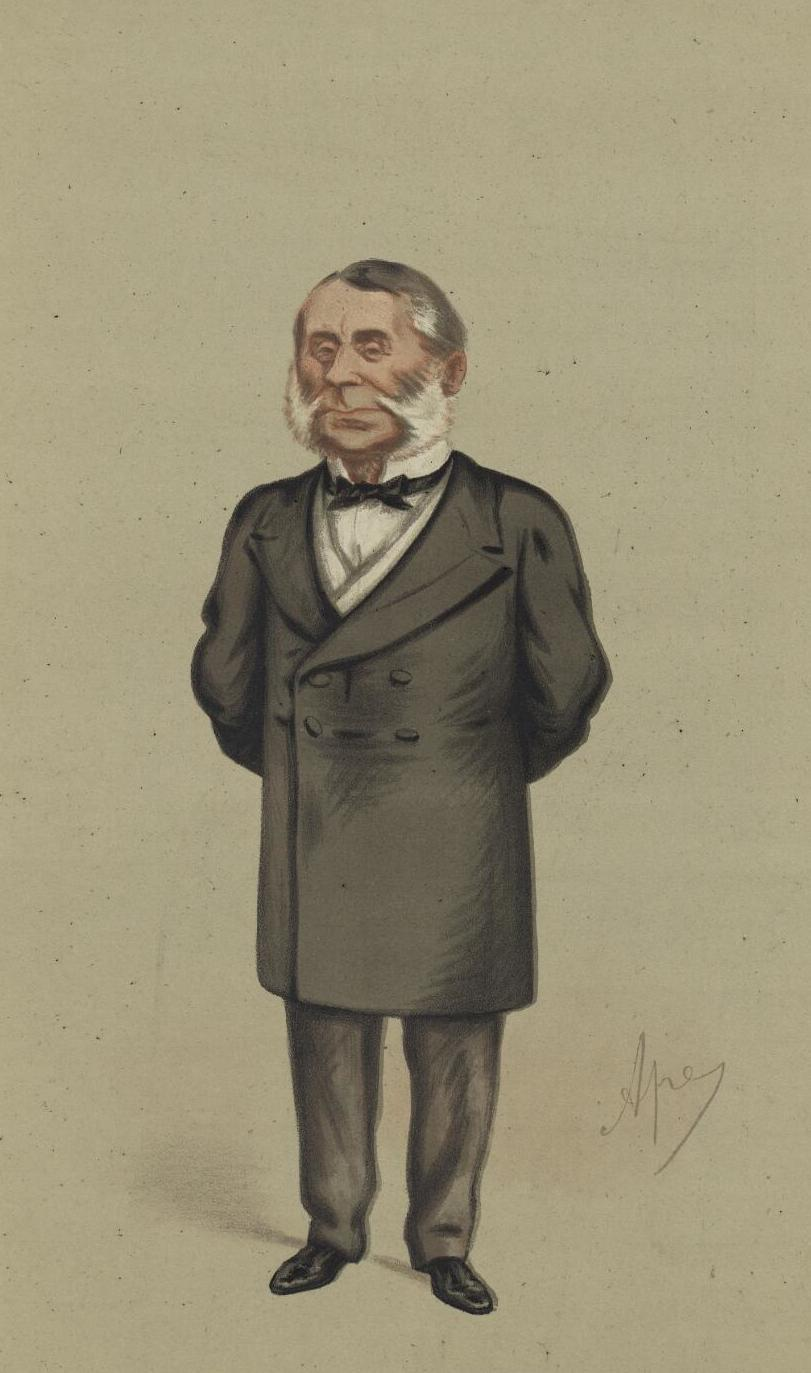
"Los Intereses del Ferrocarril". Caricatura por "Ape" publicada en Vanity Fair en 1875

El último proyecto de Watkin fue la construcción de una gran torre de hierro, conocida como la Torre de Watkin, en  Wembley Park, al noroeste de Londres. La torre de 1200 pies (365,8 m) de altura iba a ser la pieza central de un gran parque de atracciones público que se abrió en mayo de 1894 para atraer visitantes desde Londres como viajeros de su Ferrocarril Metropolitano. Al parque se llegaba por la estación de Wembley Park, que abrió oficialmente en el mismo mes, aunque de hecho había estado abierta los sábados desde octubre de 1893 para dar servicio al público que acudía a los partidos de fútbol disputados en los jardines del parque.
La visión de Watkin de Wembley Park como destino de un día para los londinenses tuvo consecuencias de largo alcance, moldeando la historia y el uso del área hasta el día de hoy. Sin los jardines de recreo y la estación de Watkin, es poco probable que la Exhibición del Imperio Británico se hubiera celebrado en Wembley, lo que a su vez habría impedido que el nombre se convirtiera en sinónimo del fútbol inglés o en un lugar señalado de la música popular. Sin Watkin, es probable que el distrito se hubiera convertido simplemente en una serie de urbanizaciones de casas adosadas típicas del período de entreguerras como el resto del oeste de Londres.
La torre estaba destinada a rivalizar con la Torre Eiffel de París. Los cimientos se colocaron en 1892, la primera etapa se completó en septiembre de 1895 y se abrió al público en 1896.
Después de una notable popularidad inicial, la torre no logró atraer grandes multitudes. De los 100.000 visitantes del Parque en 1896, algo menos de una quinta parte pagó por subir a la Torre. Además, el terreno pantanoso resultó inadecuado para una estructura como una torre. No se puede saber si el diseño original (que debía tener ocho patas) habría distribuido el peso de manera más uniforme, pero en 1896 la torre de cuatro patas que finalmente se había decidido construir se estaba inclinando claramente. Además, Watkin se había retirado de la presidencia del Ferrocarril Metropolitano en 1894 después de sufrir un derrame cerebral, por lo que se había perdido al más entusiasta defensor de la torre. En junio de 1897 se iluminó la torre para el Jubileo de Diamante de la reina Victoria, pero nunca se ampliaría más allá de la primera plataforma.
En 1902, la Torre, ahora conocida como 'La locura de Watkin', fue declarada insegura (aunque esto se debió a preocupaciones sobre la seguridad de los ascensores, más que directamente por el hundimiento) y se cerró al público. En 1904 se decidió demoler la estructura, proceso que finalizó con la destrucción de los cimientos con explosivos en 1907, dejando cuatro grandes agujeros en el terreno. El Estadio Imperio (más tarde conocido como el estadio de Wembley) se construyó en el mismo lugar en 1923.

## Carrera política
A lo largo de su vida, Watkin fue un gran partidario del Liberalismo de Mánchester, lo que no equivalía a un apoyo constante a un único partido. Fue elegido por primera vez miembro del parlamento por el Partido Liberal como representante de Great Yarmouth (1857-1858), y después de Stockport (1864-1868). Disputó sin éxito el escaño por el Este de Cheshire en 1869. En 1868 resultó nombrado caballero y se convirtió en baronet en 1880. También fue Alto Comisario de Chesire en 1874.
Ese mismo año fue elegido diputado liberal por Hythe en Kent. Se alejó cada vez más del Partido Liberal bajo William Gladstone y en 1880 se afirmó que se había encargado de la disciplina del voto por parte del Partido Conservador, aunque nunca se presentó a las elecciones por esta formación y siguió sentándose con los liberales. Entre 1880 y 1886, fue considerado liberal, conservador e independiente. En 1886, votó en contra del proyecto de ley de las Reglas Domésticas de Irlanda presentado por Gladstone y, a partir de entonces, se lo describió comúnmente como liberal unionista.
La confusión sobre su estatus político salió a la luz cuando renunció a su escaño por Hythe en 1895. Los unionistas liberales y los conservadores estaban aliados, y cada uno reclamaba la titularidad y el derecho a nombrar a su sustituto. Watkin, por su parte, insistió en que era un liberal, aunque se había alejado del partido oficial. El conservador Aretas Akers-Douglas comentó que nadie sabía cuál era su filiación política, excepto que habría votado por cualquier persona o cualquier cosa con el fin de obtener apoyo para su Túnel del Canal. Los conservadores obligaron a los liberales unionistas a dar marcha atrás, y ganaron el escaño en las elecciones generales de 1895.

## Vida personal

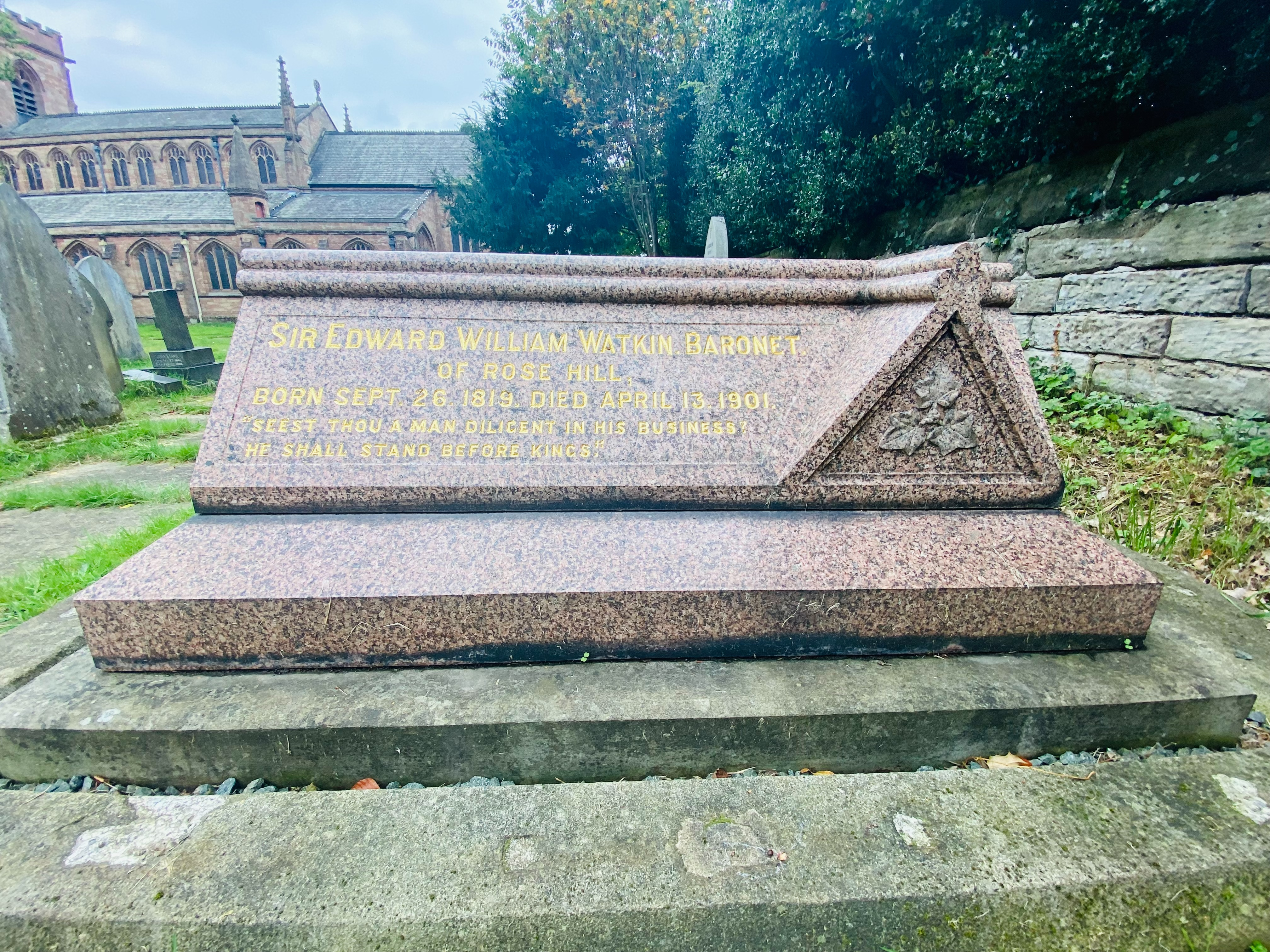
Sepultura de Edward Watkin, en el patio de la Iglesia de Saint Wilfrid de Northenden

Watkin vivía en Rose Hill, una mansión situada en Northenden, Mánchester. La casa familiar fue comprada por su padre en 1832 y Edward la heredó tras la muerte de su padre en 1861.
Watkin se casó con Mary Briggs Mellor en 1845, con quien tuvo un hijo y una hija. Su hijo, Alfred Mellor Watkin, se convirtió en superintendente de locomotoras del Ferrocarril del Surestew en 1876 y miembro del parlamento por Great Grimsby en 1877. Su hija, Harriette Sayer Watkin, nació en 1850.. Mary Watkin murió el 8 de marzo de 1888.
Después de cuatro años de viudo, Watkin se casó con Ann Ingram, viuda de Herbert Ingram, el 6 de abril de 1892.
Edward Watkin falleció el 13 de abril de 1901, y fue enterrado en la tumba familiar en el cementerio de la Iglesia de Saint Wilfrid de Northenden, donde una placa conmemora su vida.

## Lecturas relacionadas
- Dyckhoff, Nigel (1999). Portrait of the Cheshire Lines Committee. Ian Allan. ISBN 978-0-7110-2521-9.
- Elleray, Kirsty (4 de diciembre de 2002). «The nearly man of Northenden». The South Manchester Reporter. Archivado desde el original el 12 de noviembre de 2012. Consultado el 12 de junio de 2023.
- Greaves, John (Summer 2007). «Sir Edward Watkin and the Liberal cause in the Nineteenth Century». Journal of Liberal History (55): 25-27. (enlace roto disponible en Internet Archive; véase el historial, la primera versión y la última). (Enlace roto: diciembre de  2016)